# Elizabetha speciosa
Elizabetha speciosa är en ärtväxtart som beskrevs av Adolpho Ducke. Elizabetha speciosa ingår i släktet Elizabetha och familjen ärtväxter. Inga underarter finns listade i Catalogue of Life.